# Куцик Володимир Анатолійович
Володи́мир Анато́лійович Ку́цик (22 квітня 1968 — 30 квітня 2019) — солдат Збройних сил України, учасник російсько-української війни.

## Життєпис
Народився 1968 року в смт Березнегувате (Миколаївська область). Мешкав у селі Стоянів Радехівського району.
29 січня 2019 року підписав контракт; солдат, військовослужбовець 24-ї бригади. Пройшов підготовку в Навчальному центрі в Старичах; вирушив на фронт, водій-електрик.
30 квітня 2019-го перебував на спостережному посту взводного опорного пункту одного з підрозділів бригади й виконував бойове завдання. Під час бою при зміні позиції поблизу Мар'їнки зазнав поранення, несумісного з життям — куля снайпера калібру 12,7 мм влучила в тазостегнову ділянку, розтрощила кістки. Помер під час медичної евакуації від значної крововтрати. 
3 травня 2019 року похований у Стоянові (Радехівський район). При прощанні люди утворили живий ланцюг, стояли на колінах із лампадками в руках. .
Без Володимира лишилися сестра та цивільна дружина.

## Нагороди та вшанування
- Указом Президента України № 804/2019 від 5 листопада 2019 року за «особисту мужність і самовідданість, виявлені під час бойових дій, зразкове виконання військового обов'язку» нагороджений орденом «За мужність» III ступеня (посмертно)[7].